# Currie Graham

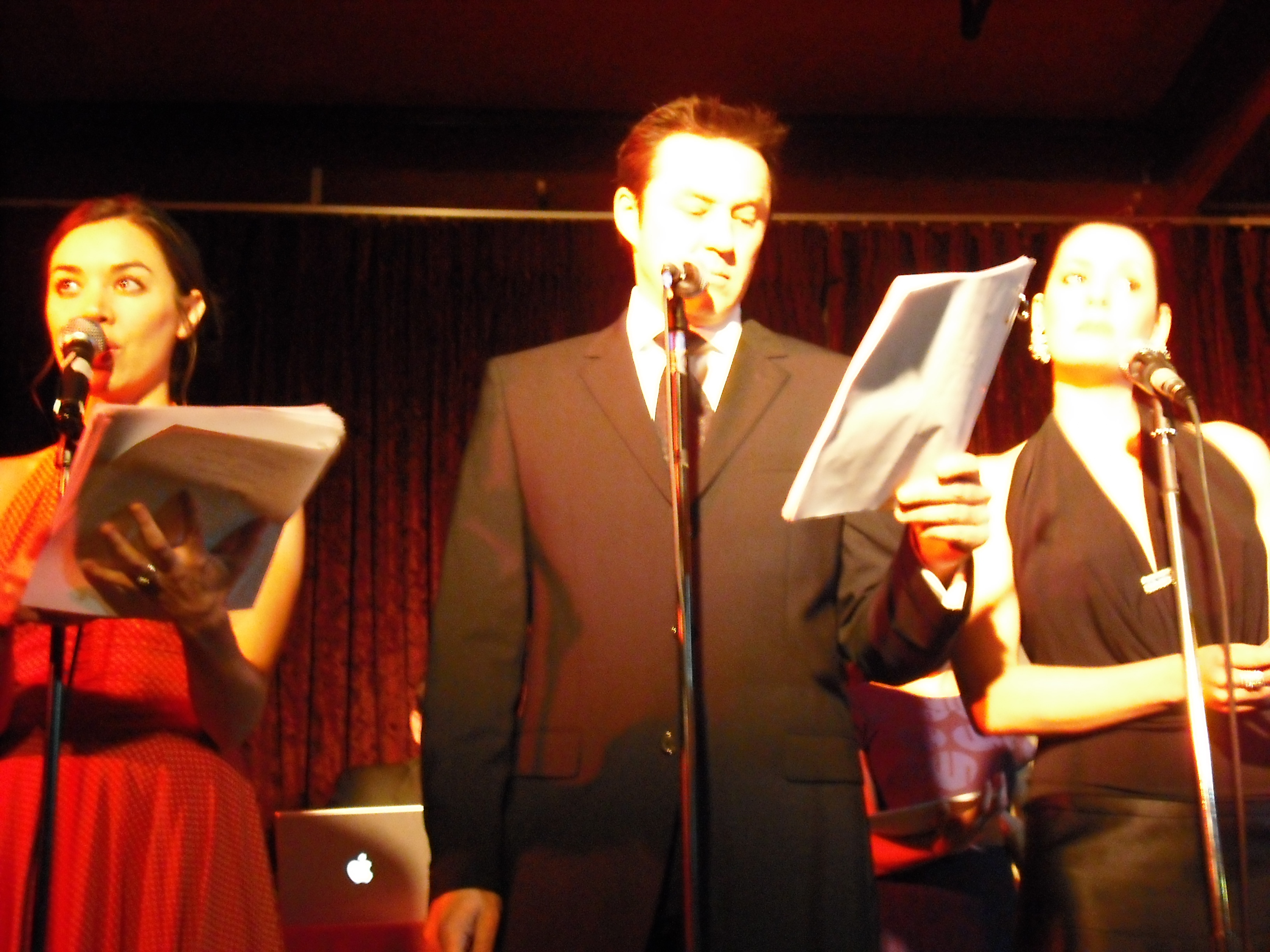
Currie Graham (2009)

Currie Graham (* 26. Februar 1967 in Hamilton, Ontario) ist ein kanadisch-US-amerikanischer Schauspieler.

## Leben
Nach ersten kleinen Statistenrollen trat Graham 1992 in einer Episode der Krimiserie Law & Order auf und spielte neben späteren Hollywoodstars wie Benicio del Toro und John Cusack in dem Film Der Preis für eine Million (1993) mit. Im Kriminalfilm Denver P.D. – Die Kriegsteufel (1997) untersuchte er zusammen mit Michael Ironside und Peta Wilson illegale Waffengeschäfte.
In den nächsten Jahren etablierte er sich als Gast- und Nebendarsteller in Fernsehserien. Er trat unter anderem in Emergency Room – Die Notaufnahme, 24 und Monk auf. In der Serie New York Cops – NYPD Blue war er über mehrere Jahre hinweg als Ermittler zu sehen und auch in CSI: Den Tätern auf der Spur trat er mehrmals auf. Während er in Dr. House als Mark Warner zu sehen war, spielte er parallel auch wiederkehrende Rollen in Boston Legal und Desperate Housewives.
2004 wurde Graham für Cowboys and Indians: The J. J. Harper Story beim Gemini Award nominiert. Neben seiner Tätigkeit vor der Kamera tritt er auch regelmäßig am Theater auf. Er lebt in Los Angeles, Kalifornien.

## Filmografie (Auswahl)
- 1992: Law & Order (Fernsehserie, Episode 2x12)
- 1993: Der Preis für eine Million (Money for Nothing)
- 1993: Hetzjagd durch die Hölle (Survive the Night)
- 1994: Lieber Alaska als diese Frau (Hostage for a Day)
- 1994: Vertrau mir – Der Biker und der Cop (Trust in Me)
- 1995: Ihr Leben in seinen Händen (Falling for You)
- 1997: Denver P.D. – Die Kriegsteufel (One of Our Own)
- 1997: Emergency Room – Die Notaufnahme (ER, Fernsehserie, Episode 3x15)
- 1997–2005: New York Cops – NYPD Blue (NYPD Blue, Fernsehserie, 16 Episoden)
- 1998: Black Light
- 1998: Pacific Blue – Die Strandpolizei (Pacific Blue, Fernsehserie, Episode 3x17)
- 1999: Denver P.D. – Killer Woman (The Arrangement)
- 1999: Geheimprojekt X – Dem Bösen auf der Spur (Strange World, Fernsehserie, Episode 1x09)
- 1999–2000: Susan (Fernsehserie, 22 Episoden)
- 2001–2006: CSI: Den Tätern auf der Spur (CSI: Crime Scene Investigation, Fernsehserie, drei Episoden)
- 2002: Angels Crest (Broken - Engel des Todes)
- 2002: Witchblade – Die Waffe der Götter (Witchblade, Fernsehserie, Episode 2x06)
- 2002: Für alle Fälle Amy (Judging Amy, Fernsehserie, Episode 3x22)
- 2002: 24 (Fernsehserie, zwei Episoden)
- 2003: Cowboys and Indians: The J. J. Harper Story
- 2004: CSI: Miami (Fernsehserie, Episode 2x17)
- 2004: Monk (Fernsehserie, Episode 2x13)
- 2004: Rancid – Treibjagd durch die Nacht (Rancid)
- 2005: Over There – Kommando Irak (Over There, Fernsehserie, Episode 1x10)
- 2005–2006: Dr. House (House, Fernsehserie, vier Episoden)
- 2005–2007: Desperate Housewives (Fernsehserie, neun Episoden)
- 2005–2008: Boston Legal (Fernsehserie, neun Episoden)
- 2007–2008: Men in Trees (Fernsehserie, zehn Episoden)
- 2008: Criminal Minds (Fernsehserie, Episode 4x09)
- 2008: Stargate: The Ark of Truth
- 2008–2009: Raising the Bar (Fernsehserie, 25 Episoden)
- 2009: Lie to Me (Fernsehserie, Episode 1x11)
- 2009: Castle (Fernsehserie, Episode 2x19)
- 2010: The Mentalist (Fernsehserie, zwei Episoden)
- 2010: Private Practice (Fernsehserie, Episode 4x01)
- 2010: Weeds – Kleine Deals unter Nachbarn (Fernsehserie, Episode 6x03)
- 2011: Law & Order: LA (Fernsehserie, zwei Episoden)
- 2011: Grimm (Fernsehserie, Episode 1x02)
- 2011: Suits (Fernsehserie, Episode 1x02)
- 2012: Fringe – Grenzfälle des FBI (Fringe, Fernsehserie, Episode 4x10)
- 2012: Harry’s Law (Fernsehserie, Episode 2x21)
- 2012: Navy CIS: L.A. (NCIS: Los Angeles, Fernsehserie, Episode 3x14)
- 2012: Total Recall
- 2012: House of Lies (Fernsehserie, Episode 1x08)
- 2013: Grey’s Anatomy (Fernsehserie, Episode 10x09)
- 2014: Cabin Fever 3: Patient Zero (Cabin Fever: Patient Zero)
- 2014: Pompeii
- 2014: Saving Hope (Fernsehserie, 1 Folge)
- 2014–2016 Murder in the First (Fernsehserie, 32 Episoden)
- 2015: Mad Men (Fernsehserie, Episode 7x13)
- 2016: Marvel’s Agent Carter (Fernsehserie, 7 Episoden)
- 2016–2018: Westworld (Fernsehserie, 2 Episoden)
- 2018–2019, 2021: The Rookie (Fernsehserie, 7 Episoden)
- 2019: Blue Bloods – Crime Scene New York (Blue Bloods, Fernsehserie, Episode 9x13)
- 2019, 2020: Cardinal (Fernsehserie, 4 Episoden)
- 2021: Born a Champion
- 2022: Reacher (Fernsehserie, 4 Episoden)
- 2022: Law & Order (Fernsehserie, Episode 21x06)
- 2023: 1923 (Fernsehserie, 2 Episoden)
- 2024: Homestead